# Charakterkunde
Mit Charakterkunde, Charakteranalyse oder Charakterologie wird eine psychologische Typenlehre von Charakterformen bezeichnet. Die Charakterkunde nahm in der Psychologie bis in die 1960er-Jahre, u. a. durch das Werk von Ludwig Klages, Philipp Lersch und Robert Heiß breiten Raum ein. Heute ist dafür der Begriff Persönlichkeitspsychologie üblich im Unterschied zur populären Menschenkenntnis und Charakterdeutung. Weiterhin werden jedoch in der psychoanalytisch orientierten (Sozial-)Psychologie das Konzept des Charakters (z. B. der Sozialcharakter im Sinne von Erich Fromm) und der ursprünglich von Wilhelm Reich geprägte Begriff autoritärer Charakter (oft synonym mit autoritäre Persönlichkeit) verwendet.
Für die Schriftstellerei, also das Handwerk des Schriftstellers für Buch und Bühne gleichermaßen, ist die Beschreibung von Charakter und Charakterzügen nach wie vor von großer Bedeutung, ebenso in der Alltagspsychologie. Dies ist einer der Gründe, weshalb in der wissenschaftlichen Psychologie heute der Begriff Persönlichkeit, den bereits Ludwig Klages in seiner Charakterkunde gleichlautend verwendete, vorgezogen wird.

## Geschichte
Die Charakterkunde hat sich lange Zeit außerhalb der an den Universitäten gelehrten Psychologie entwickelt. In Deutschland gilt Julius Bahnsen mit seinem Buch Beiträge zur Charakterologie (1867) als der Pionier. Große populäre Verbreitung erreichte Carl Huter mit seiner Lehre, die sich vor allem auf die individuelle Formung des Gesichts und des Schädels bezog und damit Johann Caspar Lavater und dessen Physiognomik sowie Franz Joseph Gall und dessen Phrenologie folgte (siehe Charaktertypen).
Die psychoanalytische Charakteranalyse differenziert Typen hauptsächlich nach ihrer Affektivität und Triebstruktur oder nach Neuroseformen, während in der Persönlichkeitspsychologie auch biologische (genetische) Grundlagen, Temperamentsanlagen, Lernen, Selbstkonzepte und andere Perspektiven wichtig sind.
Erst durch die Entwicklung der Differentiellen Psychologien und neuer wissenschaftlicher Methoden zur Beschreibung individueller Unterschiede entstanden zu Anfang des 20. Jahrhunderts die Grundlagen der heutigen Persönlichkeitspsychologie und der verschiedenen Persönlichkeitstheorien.

## Psychoanalytische Charakterlehre
Grundlegend für Ansätze der tiefenpsychologisch orientierten Charakterkunde im 20. Jh. ist das Programm von Alfred Adler, wie er es 1912 in seiner Studie Über den nervösen Charakter entwickelt. Es geht ihm – anders als Sigmund Freud – nicht um spekulative Modelle der Triebstruktur, sondern um die Stärkung von Charaktereigenschaften wie Mut, Geduld und dergleichen.
Fritz Künkel entwickelt die Individualpsychologie Adlers weiter zu der von ihm „angewandte Charakterkunde“ genannten Theorie, die er 1928 monographisch darlegt. Als „Charakter“ gilt ihm „die Summe der Reaktionen des Einzelmenschen auf die vorgefundenen körperlichen und sozialen Bedingungen“.
Franz Alexander spricht 1928 vom „neurotischen Charakter“; dieser wirke auf die Umwelt, während neurotische Symptome nur zeitweilig vorliegen und auf das Ich einwirken bzw. von diesem abgewehrt werden.
Wilhelm Reich verfasste 1933 eine Monographie zur Charakteranalyse. Im Gegensatz zu Alexander will Reich, wie er schon 1925 postuliert hatte, nicht zwischen Symptomneurosen und neurotischem Charakter unterscheiden; der Charakter werde vielmehr durch fortwährende Triebabwehr geprägt. Reichs Ansatz ist, unterschiedliche Charaktertypen bzw. „Charakterneurosen“ auf spezifische Typen von Konfliktsituationen in der Kindheit als deren Ursachen zu beziehen und durch eine „sexualökonomische“ Therapie entsprechende unterdrückte Emotionen zu befreien. Dies entwickelte Reich zu einer Körpertherapie weiter, die er „Vegetotherapie“ nannte.
Alexander Lowen und John Pierrakos modifizierten die Charakter- und Vegetotherapie Reichs zu eigenen Konzepten. Lowen und Pierrakos beschreiben 8 Charakterstrukturen, die in näherem Bezug zu den Charaktertypen in Psychoanalyse und Tiefenpsychologie stehen. In den heute aktuellen körperpsychotherapeutischen Schulen Hakomi, Bioenergetik, Biodynamik und Core-Energetik wird diese Charaktertheorie in unterschiedlichen Gewichtungen und Varianten vertreten.
Erich Fromm hatte in den 1930er Jahren das Konzept des Sozialcharakters (Gesellschaftscharakters) entwickelt und in Die Furcht vor der Freiheit (1941) die Idee des autoritären Charakters präzisiert. Die Analyse verschiedener Formen der Aggressivität und Destruktivität in seinem Werk Anatomie der menschlichen Destruktivität führte zu einer Typologie von Charakterstrukturen: spontane Destruktivität, Sadismus und Nekrophilie. Fromm porträtierte Josef Stalin als klinischen Fall von nichtsexuellem Sadismus, Heinrich Himmler als klinischen Fall des anal-hortenden Sadismus und Adolf Hitler als klinischen Fall der Nekrophilie.
Der Psychoanalytiker Fritz Riemann entwickelte 1961 eine nicht zunächst am neurotischen Fall orientierte, sondern als Normalpsychologie konzipierte Charaktertheorie. Er geht von vier Grundängsten aus: Ängsten vor Selbsthingabe, Selbstwerdung, Wandlung und Notwendigkeit; entsprechend resultierten vier Grundtypen der Persönlichkeitsstruktur: zwanghaft, hysterisch, schizoid und depressiv, die nach Riemann auch z. B. feingliedriger in Zweierkombinationen unterschieden werden können.
Die Fachärztin für Psychiatrie und Psychotherapie Gerda Jun formulierte 1987/1989 ähnlich wie Riemann eine Charaktertheorie, die vier „bipolare Potenziale (Möglichkeitsfelder) der psychischen Grundstruktur“ unterscheidet: das Archische – das Dynamische – das Emotive – das Kontemplative. Über Riemann hinausgehend zeigt sie in einem bio-psycho-sozialen Individualkonzept mit neuen Zusammenhangserkenntnissen (Perspektive der Evolution) einen innerhalb der Charaktervielfalt, der Mannigfaltigkeit der individuellen Mischungen gefundene lebendige Ordnung auf, ein Prinzip der sinnvollen gegenseitigen Ergänzungen: Komplementarität. (Weiterentwicklung: 2006/2009)